# 1606
Il 1606 (MDCVI in numeri romani) è un anno  del XVII secolo.

## Eventi
- 31 gennaio – Il rivoluzionario Guy Fawkes (che aveva fatto parte della "congiura delle polveri" dell'anno precedente) viene impiccato, decapitato e infine squartato a Westminster (Londra), insieme a diversi suoi compagni di lotta.
- 12 aprile – La Union Jack viene adottata come bandiera nazionale della Gran Bretagna.
- 28 maggio – A Roma, nel corso di una rissa armata, il pittore Caravaggio uccide un rivale ed è condannato a morte, cominciando una fuga disperata.
- 23 giugno – Firma del trattato di Vienna tra István Bocskai, voivoda di Transilvania, e l'arciduca Mattia d'Asburgo.
- 26 dicembre – Esecuzione di Re Lear davanti alla corte d'Inghilterra
- Willem Janszoon, navigatore olandese è il primo europeo ad avvistare l'Australia.
- Papa Paolo V lancia l'Interdetto su Venezia.

### America settentrionale
- 10 aprile – La London Company e la Plymouth Company, entrambe società per azioni, ricevono una licenza da parte del re Giacomo I d'Inghilterra per colonizzare il territorio della Virginia. Ogni società ha, fra gli altri, il divieto di fondare insediamenti a meno di 100 miglia da quelli della compagnia concorrente.
- 7 agosto – John Popham, che naviga per la Plymouth Company, getta l'ancora al largo di Monhegan (Maine).
- 14 agosto – Popham sbarca i coloni della sua spedizione sul fiume Sagadahoc, dove ordina la costruzione di un forte.
- 15 ottobre – Dall'Inghilterra salpa un vascello della Plymouth company, al comando di Thomas Hanham e Martin Pring, che fa rotta verso la costa del Maine.
- 15 ottobre – Samuel de Champlain guida una squadra di 50 francesi all'esplorazione della costa della Nuova Inghilterra ed entra nel villaggio degli "Almouchiquois" presso l'odierna Chatham, a capo Cod. Nonostante l'offerta di doni, i francesi vengono costretti a salire sulle loro navi. Cinque membri della squadra, che ubriachi si rifiutano di eseguire l'ordine, vengono uccisi sul posto.
- 20 dicembre – Tre vascelli al comando del capitano Christopher Newport (Discovery, Godspeed e Sarah Constant), con 144 uomini a bordo, salpano dall'Inghilterra per conto della Virginia Company di Londra. Quella che fonderanno sarà la prima colonia permanente del Nuovo Mondo.

## Nati

### Gennaio
- 1º gennaio - Carlo Augusto di Sales, vescovo cattolico francese († 1660)
- 6 gennaio - Pietro Ricchi, pittore italiano († 1675)
- 10 gennaio - Paolo Minucci, letterato e poeta italiano († 1695)
- 26 gennaio - Ludovico Buglio, missionario, gesuita e sinologo italiano († 1682)

### Febbraio
- 5 febbraio - Bernardino Savelli, II principe di Albano, principe italiano († 1658)
- 7 febbraio - Nicolas Mignard, pittore e incisore francese († 1668)
- 10 febbraio - Cristina di Borbone-Francia, principessa († 1663)
- 12 febbraio - John Winthrop il Giovane, politico inglese († 1676)
- 23 febbraio - Giorgio Federico di Nassau-Siegen, nobile e militare tedesco († 1674)
- 27 febbraio - Laurent de La Hyre, pittore francese († 1656)
- 28 febbraio - Giacomo Antonio Fancelli, scultore italiano († 1674)

### Marzo
- 3 marzo - William Davenant, poeta e drammaturgo britannico († 1668)
- 18 marzo - Giovanni X di Holstein-Gottorp, principe († 1655)
- 20 marzo - Georg von Derfflinger, generale prussiano († 1695)
- 30 marzo - Vincenzo Renieri, religioso, astronomo e matematico italiano († 1647)

### Aprile
- 5 aprile - Nicolas Perrot d'Ablancourt, traduttore e scrittore francese († 1664)
- 14 aprile - Giuliana d'Assia-Darmstadt, nobile († 1659)
- 16 aprile - Nanbu Shigenao, militare giapponese († 1664)
- 20 aprile - Jan Davidsz. de Heem, pittore olandese

### Maggio
- 3 maggio - Lorenzo Lippi, pittore, poeta e scrittore italiano († 1665)
- 3 maggio - Maria di Borbone-Soissons, nobile francese († 1692)
- 12 maggio - Joachim von Sandrart, pittore, storico dell'arte e traduttore tedesco († 1688)
- 14 maggio - Agnese d'Assia-Kassel, principessa († 1650)
- 17 maggio - Marco Faustini, impresario teatrale italiano († 1676)
- 22 maggio - Wouter van Twiller, politico olandese († 1654)
- 23 maggio - Juan Caramuel y Lobkowitz, vescovo cattolico e matematico spagnolo († 1682)

### Giugno
- 6 giugno - Pierre Corneille, drammaturgo e scrittore francese († 1684)
- 6 giugno - Bartolomeo Corsini, poeta e traduttore italiano († 1673)
- 17 giugno - Francesco di Gonzaga-Nevers, nobile francese († 1622)
- 19 giugno - James Hamilton, I duca di Hamilton, nobile e generale scozzese († 1649)
- 22 giugno - Andrea Bolgi, scultore italiano († 1656)

### Luglio
- 1º luglio - Erasmo di Bartolo, compositore italiano († 1656)
- 10 luglio - Orazio Fidani, pittore italiano († 1656)
- 15 luglio - Rembrandt, pittore e incisore olandese († 1669)
- 23 luglio - Galeazzo Gualdo Priorato, militare, storico e scrittore italiano († 1678)

### Agosto
- 9 agosto - Theodoor van Thulden, pittore, disegnatore e incisore olandese († 1669)
- 15 agosto - Giovanna Maria Bonomo, religiosa italiana († 1670)
- 18 agosto - Maria Anna d'Asburgo, nobile spagnola († 1646)
- 21 agosto - Vincenzio Galilei,  italiano († 1649)
- 22 agosto - Orazio De Ferrari, pittore italiano († 1657)

### Settembre
- 21 settembre - Giulio Cesare Sorrentino, librettista e commediografo italiano
- 22 settembre - Li Zicheng, imperatore cinese († 1645)

### Ottobre
- 1º ottobre - Julien Maunoir, gesuita francese († 1683)
- 12 ottobre - Christoph Bernhard von Galen, vescovo cattolico tedesco († 1678)
- 16 ottobre - Ottavio Amigoni, pittore italiano († 1661)
- 20 ottobre - Peter Franchoijs, pittore fiammingo († 1654)
- 20 ottobre - Francesco Maria Mancini, cardinale italiano († 1672)

### Novembre
- 9 novembre - Hermann Conring, giurista, economista e medico tedesco († 1681)
- 13 novembre - Giacinto Andrea Cicognini, drammaturgo e librettista italiano († 1651)

### Dicembre
- 18 dicembre - Nicolò Sagredo, doge († 1676)
- 20 dicembre - Egidio Colonna, militare e patriarca cattolico italiano († 1686)
- 24 dicembre - Cornelio II Bentivoglio, nobile († 1663)
- 27 dicembre - Jacopo Artaldo Castelvì, politico e militare italiano († 1671)

### Senza giorno specificato
- Fatma Sultan, principessa ottomana († 1670)
- Pieter Moninckx, pittore e disegnatore olandese († 1686)
- Francesco Acerbo, poeta e gesuita italiano († 1690)
- Frang Bardhi, vescovo cattolico albanese († 1644)
- Samuel Bolton, presbitero e teologo inglese († 1654)
- Johannes Bosschaert, pittore olandese († 1628)
- Jean Boulanger, pittore francese († 1660)
- Edmund Castell, orientalista britannico († 1686)
- Henri Cauchon de Maupas, vescovo cattolico francese († 1680)
- Ferdinando Cospi, nobile, politico e collezionista d'arte italiano († 1686)
- Robert Crosse, teologo inglese († 1683)
- Antonio Maria Dal Sole, pittore italiano († 1677)
- Calybute Downing, religioso e giurista inglese († 1644)
- Charles Errard, pittore, architetto e incisore francese († 1689)
- Martin de Esparza Artieda, teologo e gesuita spagnolo († 1689)
- Adriaen Fonteyn, pittore olandese († 1661)
- Roland Fréart de Chambray, scrittore e traduttore francese († 1676)
- Isaac Fuller, pittore inglese († 1672)
- Giacinto Gimignani, pittore italiano († 1681)
- Vincenzo Gonzaga Doria, militare italiano († 1694)
- Giovanni Francesco Grimaldi, pittore e architetto italiano († 1680)
- Thomas Harrison, generale inglese († 1660)
- Pieter de Jode il Giovane, incisore, editore e mercante d'arte fiammingo († 1674)
- Robertus Junius, missionario olandese († 1655)
- Carlo Marliani, nobile italiano († 1653)
- Girolamo Mattei, I duca di Giove, nobile e politico italiano († 1676)
- Franciscus de Neve I, pittore fiammingo
- John Okey, militare britannico († 1662)
- Juan de Pareja, pittore spagnolo († 1670)
- Alfonso Parigi il Giovane, architetto italiano († 1656)
- Luigi Primo, pittore fiammingo († 1667)
- Hardouin de Péréfixe de Beaumont, arcivescovo cattolico francese († 1671)
- Antonio Ricciardi, poeta italiano
- Francesco Salazar, rivoluzionario italiano († 1648)
- Hercules Sanders, pittore olandese († 1666)
- Tommaso de Sarria, arcivescovo cattolico spagnolo († 1682)
- Mario Savioni, cantore, compositore e presbitero italiano († 1685)
- Walter Scott, I conte di Buccleuch, nobile scozzese († 1633)
- Henry Stanhope, lord Stanhope, nobile e politico inglese († 1634)
- Jan Jansz Treck, pittore olandese († 1652)
- Caesar van Everdingen, pittore olandese († 1678)

## Morti

### Gennaio
- 11 gennaio - Arnoldo III di Bentheim-Tecklenburg, nobiluomo tedesco (n. 1554)
- 20 gennaio - Francisco de Ávila y Guzmán, cardinale spagnolo (n. 1548)
- 20 gennaio - Alessandro Valignano, gesuita, scrittore e missionario italiano (n. 1539)
- 30 gennaio - Sibilla Elisabetta di Württemberg, nobile (n. 1584)
- 31 gennaio - Guy Fawkes, militare inglese (n. 1570)

### Febbraio
- 2 febbraio - Gianandrea Doria, ammiraglio e nobile italiano (n. 1539)
- 16 febbraio - Baltasar de Alcázar, poeta spagnolo (n. 1530)

### Marzo
- 7 marzo - Boghislao XIII di Pomerania, duca (n. 1544)
- 13 marzo - Levin Hulsius, scrittore e editore tedesco
- 16 marzo - Gaspar de Zúñiga, nobile spagnolo (n. 1560)
- 22 marzo - Nicola Owen, gesuita inglese
- 23 marzo - Giusto Lipsio, filosofo, umanista e filologo fiammingo (n. 1547)
- 23 marzo - Turibio de Mogrovejo, arcivescovo cattolico spagnolo (n. 1538)
- 29 marzo - Bernardo Davanzati, economista e agronomo italiano (n. 1529)

### Aprile
- 8 aprile - Giuliano di Sant'Agostino, francescano spagnolo
- 8 aprile - Carlo II di Hohenzollern-Sigmaringen, nobile (n. 1547)
- 9 aprile - Jean Vauquelin de La Fresnaye, poeta e scrittore francese (n. 1536)
- 12 aprile - Diego Romano y Gobea, vescovo cattolico spagnolo (n. 1538)
- 28 aprile - Baccio Valori, letterato, umanista e politico italiano (n. 1535)

### Maggio
- 3 maggio - Henry Garnet, gesuita britannico (n. 1555)
- 5 maggio - Alvise Belegno, politico, avvocato e letterato italiano (n. 1539)
- 17 maggio - Niccolò Orlandini, gesuita, storico e umanista italiano (n. 1553)
- 18 maggio - Giovanni Antonio Facchinetti de Nuce, cardinale italiano (n. 1575)
- 22 maggio - José de Sigüenza, storico, poeta e teologo spagnolo (n. 1544)
- 23 maggio - Agostino Valier, cardinale e vescovo cattolico italiano (n. 1531)
- 27 maggio - Falso Dimitri I di Russia, sovrano russo (n. 1589)
- 28 maggio - Ranuccio Tomassoni, italiano
- 30 maggio - Guru Arjan, indiano (n. 1563)

### Giugno
- 15 giugno - Pietro Nolasco Perra, prete italiano (n. 1574)
- 19 giugno - Sakakibara Yasumasa, militare giapponese (n. 1548)
- 21 giugno - Sokolluzade Lala Mehmed Pascià, politico e militare ottomano
- 24 giugno - Pedro Bravo de Acuña, militare spagnolo

### Luglio
- 20 luglio - Furuta Shigekatsu, militare giapponese (n. 1560)

### Agosto
- 12 agosto - Ascanio II della Corgna, nobile e politico italiano (n. 1571)
- 15 agosto - Fabio Albergati, giurista italiano (n. 1538)
- 24 agosto - Domenico Giovanni Candela, teologo e gesuita italiano (n. 1541)

### Settembre
- 7 settembre - Giorgio X di Cartalia, re (n. 1560)
- 9 settembre - Leonhard Lechner, compositore e cantore tedesco
- 11 settembre - Karel van Mander, pittore, poeta e biografo fiammingo (n. 1548)
- 14 settembre - Flavia Damasceni Peretti, nobildonna italiana (n. 1574)

### Ottobre
- 4 ottobre - Giovanni Maria Butteri, pittore italiano
- 5 ottobre - Philippe Desportes, poeta francese (n. 1546)
- 8 ottobre - Giovanni VI di Nassau-Dillenburg, conte olandese (n. 1536)
- 25 ottobre - Clemente Politi, vescovo cattolico italiano

### Novembre
- 1º novembre - Bartolomeo Ferratini, cardinale italiano (n. 1534)
- 8 novembre - Girolamo Mercuriale, medico e filosofo italiano (n. 1530)
- 11 novembre - Eliseo Baruffaldi, brigante italiano
- 14 novembre - Melchior Lussi, politico e condottiero svizzero (n. 1529)
- 16 novembre - Alderano Cybo-Malaspina, nobile italiano (n. 1552)
- 30 novembre - John Lyly, drammaturgo britannico

### Dicembre
- 9 dicembre - Dervish Mehmed Pascià, politico e militare ottomano (n. 1569)
- 21 dicembre - Matteo Senarega, doge (n. 1534)
- 29 dicembre - István Bocskai, nobile e condottiero ungherese (n. 1557)

### Senza giorno specificato
- Akaza Naoyasu, militare giapponese
- Tiziano Aspetti, scultore italiano (n. 1559)
- Heinrich Bünting, teologo e cartografo tedesco (n. 1545)
- Cesare Campana, scrittore e storico italiano
- Angelo Cesi, vescovo cattolico italiano (n. 1530)
- Philippe Danfrie, incisore francese (n. 1532)
- William Douglas, VI conte di Morton, nobile scozzese
- Paolo Farinati, pittore, incisore e architetto italiano (n. 1524)
- Ferdinando Farnese, vescovo cattolico e diplomatico italiano (n. 1543)
- Giovanni Battista Fiammeri, pittore, presbitero e scultore italiano (n. 1530)
- Arthur Golding, traduttore inglese
- Erasmus Habermel, incisore tedesco (n. 1538)
- Hori Hideharu, militare giapponese (n. 1575)
- Lucas Janszoon Waghenaer, cartografo olandese (n. 1534)
- Andreas Lussi, politico svizzero
- Giulio Cesare Mariconda, vescovo cattolico italiano
- Curzio da Marignolle, letterato italiano (n. 1546)
- Antonio Minutoli, medico italiano (n. 1531)
- Ieremia Movilă, principe moldavo
- Ottaviano Mascherino, architetto italiano (n. 1536)
- Wolf Rumpf, politico e ambasciatore tedesco (n. 1536)
- Shimokata Sadakiyo, militare giapponese (n. 1527)
- Tiburzio Spannocchi, architetto e ingegnere italiano (n. 1543)
- Ottavio Strada, antiquario italiano
- Henri de Monantheuil, matematico e medico francese (n. 1536)
- Melchiore di Thorigny, nobile francese

## Calendario
| Calendario 1606 | Calendario 1606 | Calendario 1606 | Calendario 1606 | Calendario 1606 | Calendario 1606 | Calendario 1606 | Calendario 1606 | Calendario 1606 | Calendario 1606 | Calendario 1606 | Calendario 1606 | Calendario 1606 | Calendario 1606 | Calendario 1606 | Calendario 1606 | Calendario 1606 | Calendario 1606 | Calendario 1606 | Calendario 1606 | Calendario 1606 | Calendario 1606 | Calendario 1606 | Calendario 1606 | Calendario 1606 | Calendario 1606 | Calendario 1606 | Calendario 1606 | Calendario 1606 | Calendario 1606 | Calendario 1606 | Calendario 1606 | Calendario 1606 |
| --------------- | --------------- | --------------- | --------------- | --------------- | --------------- | --------------- | --------------- | --------------- | --------------- | --------------- | --------------- | --------------- | --------------- | --------------- | --------------- | --------------- | --------------- | --------------- | --------------- | --------------- | --------------- | --------------- | --------------- | --------------- | --------------- | --------------- | --------------- | --------------- | --------------- | --------------- | --------------- | --------------- |
|                 | 1               | 2               | 3               | 4               | 5               | 6               | 7               | 8               | 9               | 10              | 11              | 12              | 13              | 14              | 15              | 16              | 17              | 18              | 19              | 20              | 21              | 22              | 23              | 24              | 25              | 26              | 27              | 28              | 29              | 30              | 31              |                 |
| Gennaio         | Do              | Lu              | Ma              | Me              | Gi              | Ve              | Sa              | Do              | Lu              | Ma              | Me              | Gi              | Ve              | Sa              | Do              | Lu              | Ma              | Me              | Gi              | Ve              | Sa              | Do              | Lu              | Ma              | Me              | Gi              | Ve              | Sa              | Do              | Lu              | Ma              |                 |
| Febbraio        | Me              | Gi              | Ve              | Sa              | Do              | Lu              | Ma              | Me              | Gi              | Ve              | Sa              | Do              | Lu              | Ma              | Me              | Gi              | Ve              | Sa              | Do              | Lu              | Ma              | Me              | Gi              | Ve              | Sa              | Do              | Lu              | Ma              |                 |                 |                 |                 |
| Marzo           | Me              | Gi              | Ve              | Sa              | Do              | Lu              | Ma              | Me              | Gi              | Ve              | Sa              | Do              | Lu              | Ma              | Me              | Gi              | Ve              | Sa              | Do              | Lu              | Ma              | Me              | Gi              | Ve              | Sa              | Do              | Lu              | Ma              | Me              | Gi              | Ve              |                 |
| Aprile          | Sa              | Do              | Lu              | Ma              | Me              | Gi              | Ve              | Sa              | Do              | Lu              | Ma              | Me              | Gi              | Ve              | Sa              | Do              | Lu              | Ma              | Me              | Gi              | Ve              | Sa              | Do              | Lu              | Ma              | Me              | Gi              | Ve              | Sa              | Do              |                 |                 |
| Maggio          | Lu              | Ma              | Me              | Gi              | Ve              | Sa              | Do              | Lu              | Ma              | Me              | Gi              | Ve              | Sa              | Do              | Lu              | Ma              | Me              | Gi              | Ve              | Sa              | Do              | Lu              | Ma              | Me              | Gi              | Ve              | Sa              | Do              | Lu              | Ma              | Me              |                 |
| Giugno          | Gi              | Ve              | Sa              | Do              | Lu              | Ma              | Me              | Gi              | Ve              | Sa              | Do              | Lu              | Ma              | Me              | Gi              | Ve              | Sa              | Do              | Lu              | Ma              | Me              | Gi              | Ve              | Sa              | Do              | Lu              | Ma              | Me              | Gi              | Ve              |                 |                 |
| Luglio          | Sa              | Do              | Lu              | Ma              | Me              | Gi              | Ve              | Sa              | Do              | Lu              | Ma              | Me              | Gi              | Ve              | Sa              | Do              | Lu              | Ma              | Me              | Gi              | Ve              | Sa              | Do              | Lu              | Ma              | Me              | Gi              | Ve              | Sa              | Do              | Lu              |                 |
| Agosto          | Ma              | Me              | Gi              | Ve              | Sa              | Do              | Lu              | Ma              | Me              | Gi              | Ve              | Sa              | Do              | Lu              | Ma              | Me              | Gi              | Ve              | Sa              | Do              | Lu              | Ma              | Me              | Gi              | Ve              | Sa              | Do              | Lu              | Ma              | Me              | Gi              |                 |
| Settembre       | Ve              | Sa              | Do              | Lu              | Ma              | Me              | Gi              | Ve              | Sa              | Do              | Lu              | Ma              | Me              | Gi              | Ve              | Sa              | Do              | Lu              | Ma              | Me              | Gi              | Ve              | Sa              | Do              | Lu              | Ma              | Me              | Gi              | Ve              | Sa              |                 |                 |
| Ottobre         | Do              | Lu              | Ma              | Me              | Gi              | Ve              | Sa              | Do              | Lu              | Ma              | Me              | Gi              | Ve              | Sa              | Do              | Lu              | Ma              | Me              | Gi              | Ve              | Sa              | Do              | Lu              | Ma              | Me              | Gi              | Ve              | Sa              | Do              | Lu              | Ma              |                 |
| Novembre        | Me              | Gi              | Ve              | Sa              | Do              | Lu              | Ma              | Me              | Gi              | Ve              | Sa              | Do              | Lu              | Ma              | Me              | Gi              | Ve              | Sa              | Do              | Lu              | Ma              | Me              | Gi              | Ve              | Sa              | Do              | Lu              | Ma              | Me              | Gi              |                 |                 |
| Dicembre        | Ve              | Sa              | Do              | Lu              | Ma              | Me              | Gi              | Ve              | Sa              | Do              | Lu              | Ma              | Me              | Gi              | Ve              | Sa              | Do              | Lu              | Ma              | Me              | Gi              | Ve              | Sa              | Do              | Lu              | Ma              | Me              | Gi              | Ve              | Sa              | Do              |                 |